# Маркгрефлергоф
47°33′37″ пн. ш. 7°35′02″ сх. д. / 47.560407° пн. ш. 7.583787° сх. д.
Маркгрефлергоф (нім. Markgräflerhof) — палац в Базелі, який маркграф Фрідріх VII Магнус Баден-Дурлахський побудував в 1698 — 1705 рр., є найстарішим бароковим палацом у Швейцарії; зараз використовується як офісна будівля університетської лікарні Базеля. Маркграфи Баден-Дурлаські використовували його як екстериторіальну резиденцію, оскільки їхнє князівство разом із резиденціями часто ставало жертвою воєн.

## Історія

### З 1648 по 1808 рр
1 березня 1648 року маркграф Баден-Дурласький Фрідріх V  купив ферми Беренфельсер-Гоф і Ептінгер-Гоф у Ноє-Форштадті (на сьогоднішній Гебельштрассе). У 1692 році маркграф Фрідріх VII Магнус фон Баден-Дурлах придбав прилеглий Брандтмюллергоф, що зробило маркграфів найбільшими землевласниками в Ноє-Форштадті.
Оскільки резиденції у їхній власній місцевості були серйозно спустошені під час війни за Пфальцьку спадщину (1688–1697), за винятком замку Августенбург у Грецингені, нерухомість Базеля служила резиденцією уряду Баден-Дурлах у вигнанні та як притулок для представників княжої родини.
У ніч на 24 лютого 1698 року згоріли будинки маркграфа у передмісті. Пожежа спалахнула в кімнаті господаря кухні між першою та другою годинами та була помічена занадто пізно. Маркграф і його сім'я втекли в безпечне місце по сусідству, а покоївка загинула. Через вісім днів після пожежі обвалилася двосхильна стіна, яка заповнила льох.
Через небезпеку нової війни з Францією (політика приєднання) маркграф прагнув якнайшвидше мати безпечне місце для проживання у випадку можливого вигнання. У квітні 1698 року на території згорілих будинків (Беренфельсер-Гоф і Ептінгер-Гоф) розпочалися роботи з очищення, а в травні був розроблений перший проект нових будівельних робіт, який представив будівельний підрядник Оже з Гюнінгену. Будівельним інспектором був найнятий інженер з Гюнінгена де Ріссе.
«Планування ґрунтувалося на сучасному французькому міському готелі («hotel entre cour et jardin»), опублікованому в зразковій роботі Огюстен-Шарля д'Авіле «Cours d'architecture» в Парижі в 1691 році»
. Архітектурний нагляд за виконанням будівлі не зовсім зрозумілий, але його приписують придворному архітектору Баден-Дурлаха Томасу Лефевру.
Наріжний камінь закладено 16 липня 1698 року. Експерти з Гюнінгену, неподалік від Базеля, також були залучені до детального планування та робіт з кладки, де були доступні потужності після будівництва французької фортеці Гюнінген та її околиць на Шустеринзель. При будівництві базельської резиденції маркграф також найняв тих, хто в 1689 році перевіз каміння з бастіону Капф Реттельнського замку, який уже був зруйнований французькою армією в 1678 році, для будівництва дороги поблизу Гюнінгена. Велика частина будівельних матеріалів була привезена до Базеля з Баден-Дурлах жителями Оберамт-Реттельн на примусових роботах. Цегельним заводам в Оберамт-Реттельн більше не дозволялося вільно продавати свою продукцію, але вони повинні були надати маркграфу право першої відмови. Природні камені були  частково отримані із залишків плацдарму на правому березі Рейну фортеці Гюнінген, яка була зруйнована після Рейсвейкського миру.
Деревина була вирубана в лісах Зитценкірх, Феєрбах, Нідереггенен і Зульцбург і розрізана на тартаках Кандерна і Баденвайлера.
Лісопильні заводи в Гаагені та Бромбаху також мали постачати дошки.

Тягар, який лягав на населення, був настільки великим, що губернатор Реттлер кілька разів доповідав вищим органам влади, що продовження трудової повинності на нинішньому рівні загрожує обробітку полів.
Враховувався не лише необхідний час, а й зношеність транспортних засобів та інструментів.

У вересні 1698 року роботи на фундаменті вже просувалися, і підряднику Жану Лінге

було доручено звести корпус.
У квітні 1699 року також був знесений Брандтмюллергоф , площа якого була потрібна для будівництва нового палацу.
Стіни були зведені наприкінці 1699 року, але внутрішні роботи будівельного підрядника з Гюнінгена Амонда Журдена зайняли багато часу, оскільки будівельні роботи були тимчасово відкладені через брак грошей.
У контракті від вересня 1700 року, який Журден уклав із судовим приставом Роттлера Йоганном Бернгардом фон Геммінгеном, було погоджено два роки будівництва, але лише в 1705 році будівлю було завершено для маркграфів Баден-Дурлаха.
Сім'я маркграфа змогла переїхати в кілька кімнат в середині січня, і будівництво було завершено у квітні 1705 року. З липня 1701 по квітень 1705 року будівництвом керував художник-портретист Йоганн Рудольф Губер.

У 1735/36 роках сусідні маєтки Теллуссонішер-гартен , Мелькерішес-Гут і Буркгардтише-шойне були придбані, за для створення великого саду у внутрішньому дворику поруч із Маркгрефлергофом.
У 1736—1739 рр. маркграф Карл III Вільгельм фон Баден-Дурлах зруйнував щойно придбаний Буркгардтише-шойне та розширив Маркгрефлергоф на захід, за для спорудження крила з архівом і будівлю маркграфа.
Після смерті цього маркграфа (1738) Маркгрефлергоф використовувався лише для випадкового перебування родичів і друзів родини маркграфа.
Тут також зберігалися колекції королівської родини (галерея живопису, художній кабінет, монетний кабінет, колекція срібла, природничий кабінет, архів і бібліотека), які раніше були привезені сюди для безпеки.

Коли восени 1743 року тодішній спадкоємний принц Баден-Дурлаха, Карл Фрідріх, мав зупинитися в Базелі по дорозі до свого місця навчання в Лозанні, за ініціативою опікунського уряду, «... скандальні портрети в кабінеті...» було видалено. У 1764 році колекції почали перевозити з Базеля до Карлсруе.
Порожні приміщення в Базелі частково здали в оренду. Під час гельветського періоду в Ортменнішес-гаузі, був створений військовий шпиталь.

У жовтні 1807 року губернатор округу Реттельн Август фон Кальм повідомив міську раду Базеля від імені Великого герцога, що вони хочуть продати Маркгрефлергоф цілком або частково.
Після того, як Базель спочатку відмовився від покупки, майно було виставлено на аукціон у липні 1808 року.
Однак, на думку Великого Герцогства, були подані лише неадекватні пропозиції, і місту Базель було направлено знову пропозиція.
Вони хотіли продати місту за 90 000 гульденів, яке, в свою чергу, мало претензії до Великого князівства на суму 55 000 гульденів.
Баден був повністю знекровлений економічно внаслідок наполеонівських війн і контрибуцій і потребував грошей, тоді як Базель мусив боротися за повернення своїх грошей.
У липні 1808 року Маркгрефлергоф був проданий уповноваженими великого герцога Карла Фрідріха Йоганнесу фон дер Мюлю, президенту міської ради Базеля. Угода відбулася, і 14 жовтня 1808 року Маркгрефлергоф було передано місту.

З 11 по 16 липня 1808 року меблі, картини та інші предмети колишнього палацу були продані з аукціону.

Серед них також були вівтарні образи Конрада Віца.

### З 1808 р.
«Маркгрефлергоф, який був придбаний містом в 1808 році, з садами та допоміжними будівлями, разом із прилеглою територією колишнього проповідницького монастиря та університетським ботанічним садом, створили основу для нової будівлі Базеля — громадської лікарні, яка заснована в 1838 році за планами Крістофа Ріггенбаха». У 1838 — 1842 рр. було додано ще одне крило для громадської лікарні та її адміністрації.
Додаткові розширення відбулися в 1882 — 1885 та 1902/1903 рр.
З 1960 року ансамбль є пам’ятником, що охороняється Швейцарією, і в 1960 році об’єкт був капітально відремонтований.
З 2004 року він є офісною будівлею університетської лікарні. У 2012/13 роках проведено комплексний ремонт даху та фасаду.

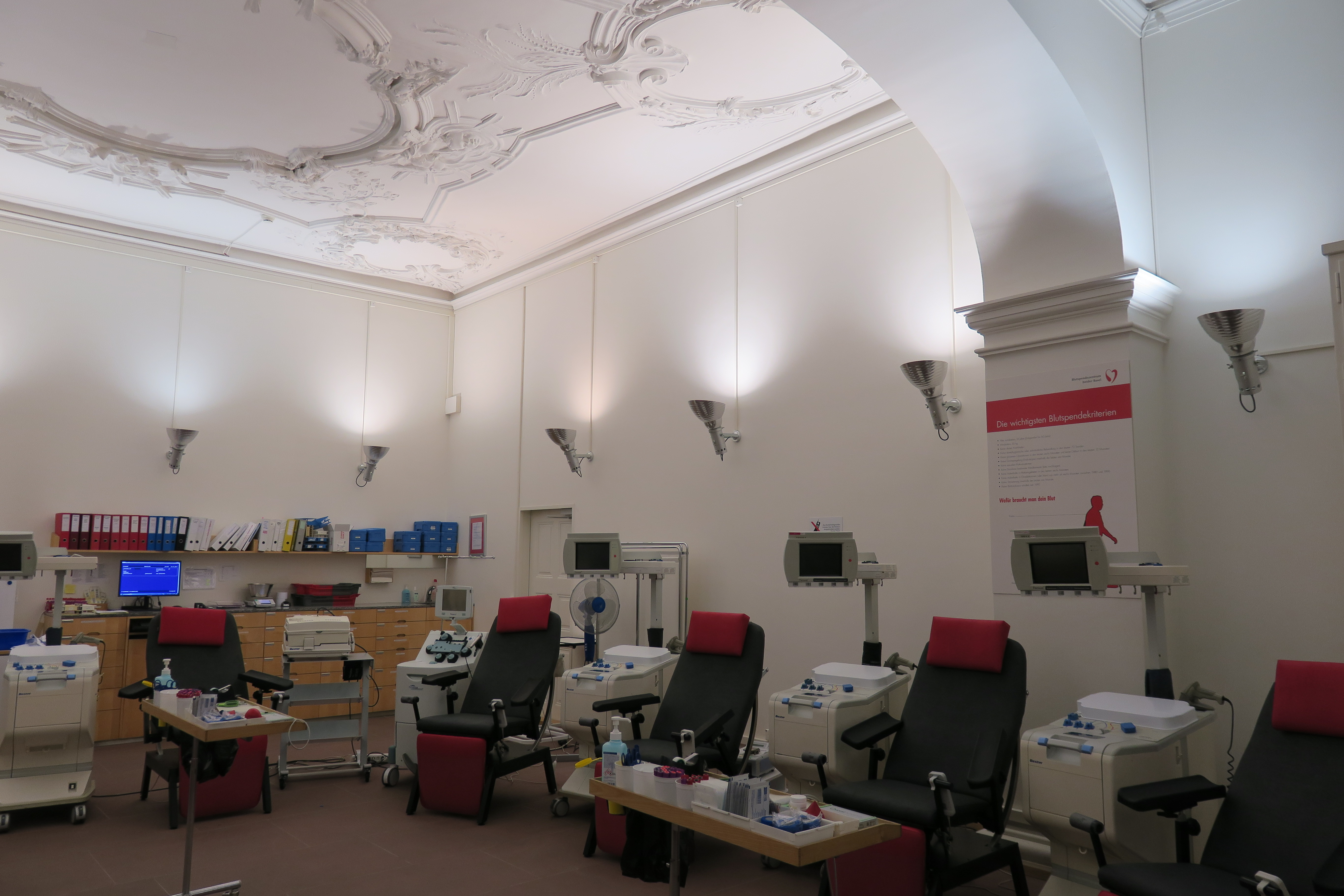
Зал здачі крові (колишня каплиця)

На першому поверсі будівлі за адресою еебельштрассе 10, серед іншого, знаходиться служба донорства крові Швейцарського Червоного Хреста. Вхідний вестибюль Маркгрефлергоф є закладом харчування для донорів крові, колишня каплиця з чудовою ліпниною служить залом для збору крові.